# Acmella
Az Acmella a fészkesvirágzatúak (Asterales) rendjébe és az őszirózsafélék (Asteraceae) családjába tartozó nemzetség.

## Rendszerezés
A nemzetségbe az alábbi 31 faj tartozik:
- Acmella alba (L'Hér.) R.K.Jansen
- Acmella alpestris (Griseb.) R.K.Jansen
- Acmella bellidioides (Sm.) R.K.Jansen
- Acmella brachyglossa Cass.
- Acmella calva (DC.) R.K.Jansen
- Acmella caulirhiza Delile
- Acmella ciliata (Kunth) Cass.
- Acmella darwinii (D.M.Porter) R.K.Jansen
- Acmella decumbens (Sm.) R.K.Jansen
  - Acmella decumbens var. affinis (Hook. & Arn.) R.K.Jansen
- Acmella filipes (Greenm.) R.K.Jansen
  - Acmella filipes var. parvifolia (Benth.) R.K.Jansen
- Acmella glaberrima (Hassl.) R.K.Jansen
- Acmella grandiflora (Turcz.) R.K.Jansen
  - Acmella grandiflora var. brachyglossa (Benth.) R.K.Jansen
- Acmella grisea (Chodat) R.K.Jansen
- Acmella iodiscaea (A.H.Moore) R.K.Jansen
- Acmella leptophylla (DC.) R.K.Jansen
- Acmella leucantha (Kunth) R.K.Jansen
- Acmella lundellii R.K.Jansen
- Acmella oleracea (L.) R.K.Jansen
- Acmella oppositifolia (Lam.) R.K.Jansen
- Acmella paniculata (Wall. ex DC.) R.K.Jansen
- Acmella papposa (Hemsl.) R.K.Jansen
  - Acmella papposa var. macrophylla (Greenm.) R.K.Jansen
- Acmella pilosa R.K.Jansen
- Acmella poliolepidica (A.H.Moore) R.K.Jansen
- Acmella psilocarpa R.K.Jansen
- Acmella pusilla (Hook. & Arn.) R.K.Jansen
- Acmella radicans (Jacq.) R.K.Jansen
  - Acmella radicans var. debilis (Kunth) R.K.Jansen
- Acmella ramosa (Hemsl.) R.K.Jansen
- Acmella repens (Walter) Rich. ex Pers.[2] - típusfaj
- Acmella serratifolia R.K.Jansen
- Acmella sodiroi (Hieron.) R.K.Jansen
- Acmella uliginosa (Sw.) Cass.